# Jeugd en Jongeren Centrum "Ruimte"

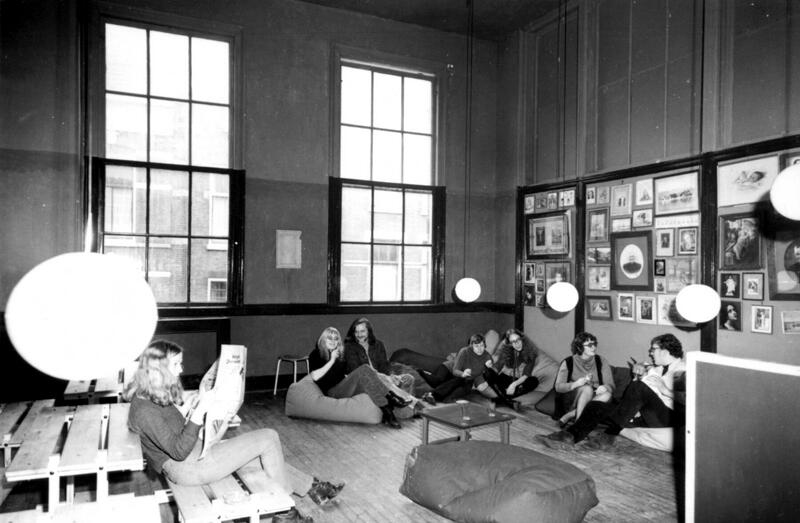
Interieur van het open jongerencentrum Ruimte aan de Gaffeldwarsstraat in Rotterdam, 1971

Jeugd en Jongeren Centrum “Ruimte” was een Nederlands initiatief voor jongerencentra, dat bestond van 1959 tot 1972. 
Stichting Ruimte werd op 1 maart 1959 opgericht als opvolger van de kort daarvoor opgeheven jeugdbeweging Arbeiders Jeugd Centrale. 'Ruimte' liet zich bij het organiseren van activiteiten niet meer inspireren door het socialisme maar was wel duidelijk progressief van aard.
'Ruimte' werd geleid door een centraal bestuur met daaronder een dagelijks bestuur. Jaarlijks vond er een congres plaats, eigenlijk een soort algemene ledenvergadering. Op 6 juni 1970 besloot het congres op te gaan in de Federatie Open Jongencentra (FOJC). Op 1 januari 1972 werd de FOJC opgeheven, en daarmee kwam er ook een einde aan 'Ruimte'.

## Activiteiten
Tot februari 1969 richtte 'Ruimte' zich op drie doelgroepen:
- Kindervriendenwerk (kinderen van 8-12 jaar) met het blad “De Rommelpot”
- Pubers (12-16 jaar) waarvoor het blad “Imagoog” naast de activiteiten als blad diende
- De groep van 16-30 kreeg de werkvorm “Begin” tot hun beschikking.

'Ruimte' ontwikkelde zich tot een organisatie met een lokale focus. Na het oprichten van jongerencentra in grote steden werden vooral daar de activiteiten ontplooid. 
In 1967 werd in Amsterdam een controversieel project gestart, namelijk Zoos, een jongerencentrum voor homoseksuele jongeren. Zoos was succesvol, en daarom begon 'Ruimte' met deze activiteit ook in andere steden, onder de namen Apollo, Sociëteit voor homoseksuele Meiden en Jongens (Rotterdam, 1968), Laan 28 (Den Haag, 1969) en Mix (Leiden, 1970). Apollo werd als laatst overgeblevene van deze ontmoetingscentra in 2014 gesloten.